# Villavicencio
Villavicencio – miasto w środkowej Kolumbii, położone nad rzeką Guatiquía, na przedgórzu Kordyliery Wschodniej (Andy Północne). Jest ośrodkiem administracyjnym departamentu Meta. Według spisu ludności z 30 czerwca 2018 roku miasto liczyło 492 052 mieszkańców. 

## Charakterystyka
Villavicencio jest ośrodkiem handlowym regionu rolniczego i usługowo-gospodarczego wschodniej części kraju. Dobrze rozwinięty jest tu przemysł spożywczy. Miasto jest ważnym węzłem drogowym. Ponadto w Villavicencio działa uniwersytet. Mieści się tu siedziba archidiecezji rzymskokatolickiej w Kolumbii. W północnej części miasta funkcjonuje port lotniczy Santa Marta-Simón Bolívar. 

## Geografia
Miasto położone jest około 70 km na południowy wschód od stolicy kraju, Bogoty. Znajduje się w strefie czasowej UTC-05:00. Położone jest w strefie klimatu tropikalnego monsunowego (Am) według klasyfikacji klimatów Köppena. 